# Kruisbroedersklooster Jeruzalem
Het Kruisbroedersklooster Jeruzalem, gesticht als: Tertianenklooster, is een voormalig klooster in de binnenstad van Sneek.
Het gebouw van het klooster stond op de plaats van het Oude Hospitaalklooster.
Het klooster is gesticht in 1462 als klooster van Tertianen, maar na de komst van de Kruisheren is dit naar hen overgegaan in 1464. Het klooster werd bewoond door mannen behorend tot de derde orde van Sint Franciscus. Zij bouwden ook onder meer de Kleine Kerk (of Broerekerk) van Sneek. Het klooster is in 1580 tijdens de reformatie gesloten. Op de plaats van het klooster werd het Old Burger Weeshuis gesticht, welke het beheer kreeg over alle bezittingen van het klooster.
Aan het klooster herinnert nog de Kruizebroederstraat en het hier aangelegen gebouw Cuiysebroedershof.
Groendijk ·
Jeruzalem ·
Leeuwarderdijk ·
Oude Hospitaal ·
Sint Antonius Ziekenhuis ·
Sint-Jansberg